# وازوكا (كيوتو)
وازوكا (بالكانجي: 和束町 وازوكا-تشو) هي مدينة تقع في منطقة سوراكو في محافظة كيوتو في اليابان.
وقد بلغ تقدير التعداد السكاني 5,011 نسمة في عام 2008، وتبلغ المساحة الكلية للمدينة 64.87 كم².
تُعد مدينة وازوكا مدينةً زراعيةً عموماً وتفتخر بالشاي الأخضر ذو الجودة العالية الذي تنتجه حسب ما ذكره العديد من متذوقي الشاي كونه الشاي رقم 1 في اليابان، كما أنها موطنٌ لثلاث مئة فصيلة شاي تقريباً. واُختيرت المنطقة في فترة الكاماكورا التي امتدت مابين (1192 –ـ 1333) لإنتاجها للشاي، كما أنها حظت بتاريخ بلغ 800 عام كواحدة من المناطق الرئيسية المنتجة لشاي أوجيتشا. وبينما يُشكل شاي أوجيتشا 3% فقط من إنتاج الشاي في اليابان فإنه يتمتع بمكانة ملكية كواحد من أكثر أنواع الشاي غلاءًا وتقديراً في البلاد. ويُنتَج محصول كبير من الأرز بين المنتجات الزراعية الأخرى. وتُعرف مجموعة من كبار مزارعي الشاي في وازوكا باليوكيتشاكين.

العلم

موقع مدينة سوراكو في محافظة كيوتو

الموقع في اليابان

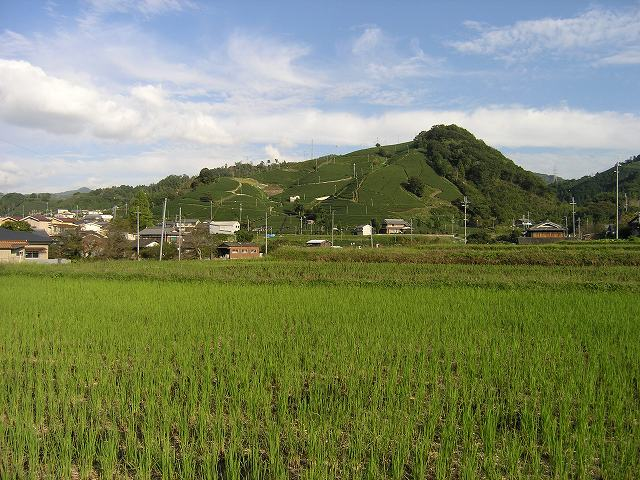
الأراضي الزراعية في وازوكا

## روابط خارجية
وسائط ذات صلة بوازوكا، كيوتو في موقع ويكيميديا كومنز
موقع مدينة وازوكا الرسمي (بالياباني)